# Línea 424 (Interurbanos Madrid)
La línea 424 de la red de autobuses interurbanos de Madrid une el área intermodal de Legazpi (Madrid) con el barrio de El Restón (Valdemoro).

## Características
Esta línea une el área intermodal de Legazpi, en Madrid, con el barrio de El Restón (Valdemoro) a través de la A-4, en un trayecto de 45 minutos de duración entre cabeceras.
La línea no mantiene los mismos horarios todo el año, desde el 1 de julio al 31 de agosto se reducen el número de expediciones los días laborables entre semana y los domingos y festivos (sábados laborables tienen los mismos horarios todo el año), además de los días excepcionales vísperas de festivo y festivos de Navidad en los que los horarios también cambian y se reducen.
Está operada por AISA mediante la concesión administrativa VCM-401 - Madrid – Aranjuez – Villarejo de Salvanés (Viajeros Comunidad de Madrid) del Consorcio Regional de Transportes de Madrid.

## Horarios

### 1 septiembre - 30 junio
| Lunes a viernes laborables               |                                          |                                          |                                          |                                          |                                          |                                          |                                          |                                          |                                          |                                          |                                          |                                          |                                          |                                          |                                          |                                          |                                          |                                          |                                          |                                          |                                          |                                          |                                          |                                          |                                          |                                          |                                          |                                          |                                          |                                          |                                          |                                          |                                          |                                          |                                          |                                          |                                          |
| Madrid (Legazpi) > Valdemoro (El Restón) | Madrid (Legazpi) > Valdemoro (El Restón) | Madrid (Legazpi) > Valdemoro (El Restón) | Madrid (Legazpi) > Valdemoro (El Restón) | Madrid (Legazpi) > Valdemoro (El Restón) | Madrid (Legazpi) > Valdemoro (El Restón) | Madrid (Legazpi) > Valdemoro (El Restón) | Madrid (Legazpi) > Valdemoro (El Restón) | Madrid (Legazpi) > Valdemoro (El Restón) | Madrid (Legazpi) > Valdemoro (El Restón) | Madrid (Legazpi) > Valdemoro (El Restón) | Madrid (Legazpi) > Valdemoro (El Restón) | Madrid (Legazpi) > Valdemoro (El Restón) | Madrid (Legazpi) > Valdemoro (El Restón) | Madrid (Legazpi) > Valdemoro (El Restón) | Madrid (Legazpi) > Valdemoro (El Restón) | Madrid (Legazpi) > Valdemoro (El Restón) | Madrid (Legazpi) > Valdemoro (El Restón) | Madrid (Legazpi) > Valdemoro (El Restón) | Valdemoro (El Restón) > Madrid (Legazpi) | Valdemoro (El Restón) > Madrid (Legazpi) | Valdemoro (El Restón) > Madrid (Legazpi) | Valdemoro (El Restón) > Madrid (Legazpi) | Valdemoro (El Restón) > Madrid (Legazpi) | Valdemoro (El Restón) > Madrid (Legazpi) | Valdemoro (El Restón) > Madrid (Legazpi) | Valdemoro (El Restón) > Madrid (Legazpi) | Valdemoro (El Restón) > Madrid (Legazpi) | Valdemoro (El Restón) > Madrid (Legazpi) | Valdemoro (El Restón) > Madrid (Legazpi) | Valdemoro (El Restón) > Madrid (Legazpi) | Valdemoro (El Restón) > Madrid (Legazpi) | Valdemoro (El Restón) > Madrid (Legazpi) | Valdemoro (El Restón) > Madrid (Legazpi) | Valdemoro (El Restón) > Madrid (Legazpi) | Valdemoro (El Restón) > Madrid (Legazpi) | Valdemoro (El Restón) > Madrid (Legazpi) | Valdemoro (El Restón) > Madrid (Legazpi) |
| 06                                       | 07                                       | 08                                       | 09                                       | 10                                       | 11                                       | 12                                       | 13                                       | 14                                       | 15                                       | 16                                       | 17                                       | 18                                       | 19                                       | 20                                       | 21                                       | 22                                       | 23                                       | 00                                       | 05                                       | 06                                       | 07                                       | 08                                       | 09                                       | 10                                       | 11                                       | 12                                       | 13                                       | 14                                       | 15                                       | 16                                       | 17                                       | 18                                       | 19                                       | 20                                       | 21                                       | 22                                       | 23                                       |
| 25                                       | 20 50                                    | 15 40                                    | 10 35                                    | 00 30                                    | 00 45                                    | 15 45                                    | 15 45                                    | 15 45                                    | 15 45                                    | 15 45                                    | 15 45                                    | 15 45                                    | 15 45                                    | 15 45                                    | 10 40                                    | 10 40                                    | 10 35                                    |                                          | 30 50                                    | 20 45                                    | 10 40                                    | 10 40                                    | 10 45                                    | 20 55                                    | 30                                       | 05 40                                    | 15 45                                    | 15 45                                    | 15 45                                    | 15 45                                    | 15 45                                    | 15 45                                    | 15 45                                    | 15 45                                    | 15 45                                    | 15 45                                    |                                          |
| Sábados laborables                       |                                          |                                          |                                          |                                          |                                          |                                          |                                          |                                          |                                          |                                          |                                          |                                          |                                          |                                          |                                          |                                          |                                          |                                          |                                          |                                          |                                          |                                          |                                          |                                          |                                          |                                          |                                          |                                          |                                          |                                          |                                          |                                          |                                          |                                          |                                          |                                          |                                          |
| Madrid (Legazpi) > Valdemoro (El Restón) | Madrid (Legazpi) > Valdemoro (El Restón) | Madrid (Legazpi) > Valdemoro (El Restón) | Madrid (Legazpi) > Valdemoro (El Restón) | Madrid (Legazpi) > Valdemoro (El Restón) | Madrid (Legazpi) > Valdemoro (El Restón) | Madrid (Legazpi) > Valdemoro (El Restón) | Madrid (Legazpi) > Valdemoro (El Restón) | Madrid (Legazpi) > Valdemoro (El Restón) | Madrid (Legazpi) > Valdemoro (El Restón) | Madrid (Legazpi) > Valdemoro (El Restón) | Madrid (Legazpi) > Valdemoro (El Restón) | Madrid (Legazpi) > Valdemoro (El Restón) | Madrid (Legazpi) > Valdemoro (El Restón) | Madrid (Legazpi) > Valdemoro (El Restón) | Madrid (Legazpi) > Valdemoro (El Restón) | Madrid (Legazpi) > Valdemoro (El Restón) | Madrid (Legazpi) > Valdemoro (El Restón) | Madrid (Legazpi) > Valdemoro (El Restón) | Valdemoro (El Restón) > Madrid (Legazpi) | Valdemoro (El Restón) > Madrid (Legazpi) | Valdemoro (El Restón) > Madrid (Legazpi) | Valdemoro (El Restón) > Madrid (Legazpi) | Valdemoro (El Restón) > Madrid (Legazpi) | Valdemoro (El Restón) > Madrid (Legazpi) | Valdemoro (El Restón) > Madrid (Legazpi) | Valdemoro (El Restón) > Madrid (Legazpi) | Valdemoro (El Restón) > Madrid (Legazpi) | Valdemoro (El Restón) > Madrid (Legazpi) | Valdemoro (El Restón) > Madrid (Legazpi) | Valdemoro (El Restón) > Madrid (Legazpi) | Valdemoro (El Restón) > Madrid (Legazpi) | Valdemoro (El Restón) > Madrid (Legazpi) | Valdemoro (El Restón) > Madrid (Legazpi) | Valdemoro (El Restón) > Madrid (Legazpi) | Valdemoro (El Restón) > Madrid (Legazpi) | Valdemoro (El Restón) > Madrid (Legazpi) | Valdemoro (El Restón) > Madrid (Legazpi) |
| 06                                       | 07                                       | 08                                       | 09                                       | 10                                       | 11                                       | 12                                       | 13                                       | 14                                       | 15                                       | 16                                       | 17                                       | 18                                       | 19                                       | 20                                       | 21                                       | 22                                       | 23                                       | 00                                       | 05                                       | 06                                       | 07                                       | 08                                       | 09                                       | 10                                       | 11                                       | 12                                       | 13                                       | 14                                       | 15                                       | 16                                       | 17                                       | 18                                       | 19                                       | 20                                       | 21                                       | 22                                       | 23                                       |
|                                          | 00                                       | 00                                       | 00                                       | 00                                       | 00                                       | 00                                       | 00                                       | 00                                       | 00                                       | 00                                       | 00                                       | 00                                       | 00                                       | 00                                       | 00                                       | 00                                       | 00                                       |                                          |                                          | 00                                       | 00                                       | 00                                       | 00                                       | 00                                       | 00                                       | 00                                       | 00                                       | 00                                       | 00                                       | 00                                       | 00                                       | 00                                       | 00                                       | 00                                       | 00                                       | 00                                       |                                          |
| Domingos y festivos                      |                                          |                                          |                                          |                                          |                                          |                                          |                                          |                                          |                                          |                                          |                                          |                                          |                                          |                                          |                                          |                                          |                                          |                                          |                                          |                                          |                                          |                                          |                                          |                                          |                                          |                                          |                                          |                                          |                                          |                                          |                                          |                                          |                                          |                                          |                                          |                                          |                                          |
| Madrid (Legazpi) > Valdemoro (El Restón) | Madrid (Legazpi) > Valdemoro (El Restón) | Madrid (Legazpi) > Valdemoro (El Restón) | Madrid (Legazpi) > Valdemoro (El Restón) | Madrid (Legazpi) > Valdemoro (El Restón) | Madrid (Legazpi) > Valdemoro (El Restón) | Madrid (Legazpi) > Valdemoro (El Restón) | Madrid (Legazpi) > Valdemoro (El Restón) | Madrid (Legazpi) > Valdemoro (El Restón) | Madrid (Legazpi) > Valdemoro (El Restón) | Madrid (Legazpi) > Valdemoro (El Restón) | Madrid (Legazpi) > Valdemoro (El Restón) | Madrid (Legazpi) > Valdemoro (El Restón) | Madrid (Legazpi) > Valdemoro (El Restón) | Madrid (Legazpi) > Valdemoro (El Restón) | Madrid (Legazpi) > Valdemoro (El Restón) | Madrid (Legazpi) > Valdemoro (El Restón) | Madrid (Legazpi) > Valdemoro (El Restón) | Madrid (Legazpi) > Valdemoro (El Restón) | Valdemoro (El Restón) > Madrid (Legazpi) | Valdemoro (El Restón) > Madrid (Legazpi) | Valdemoro (El Restón) > Madrid (Legazpi) | Valdemoro (El Restón) > Madrid (Legazpi) | Valdemoro (El Restón) > Madrid (Legazpi) | Valdemoro (El Restón) > Madrid (Legazpi) | Valdemoro (El Restón) > Madrid (Legazpi) | Valdemoro (El Restón) > Madrid (Legazpi) | Valdemoro (El Restón) > Madrid (Legazpi) | Valdemoro (El Restón) > Madrid (Legazpi) | Valdemoro (El Restón) > Madrid (Legazpi) | Valdemoro (El Restón) > Madrid (Legazpi) | Valdemoro (El Restón) > Madrid (Legazpi) | Valdemoro (El Restón) > Madrid (Legazpi) | Valdemoro (El Restón) > Madrid (Legazpi) | Valdemoro (El Restón) > Madrid (Legazpi) | Valdemoro (El Restón) > Madrid (Legazpi) | Valdemoro (El Restón) > Madrid (Legazpi) | Valdemoro (El Restón) > Madrid (Legazpi) |
| 06                                       | 07                                       | 08                                       | 09                                       | 10                                       | 11                                       | 12                                       | 13                                       | 14                                       | 15                                       | 16                                       | 17                                       | 18                                       | 19                                       | 20                                       | 21                                       | 22                                       | 23                                       | 00                                       | 05                                       | 06                                       | 07                                       | 08                                       | 09                                       | 10                                       | 11                                       | 12                                       | 13                                       | 14                                       | 15                                       | 16                                       | 17                                       | 18                                       | 19                                       | 20                                       | 21                                       | 22                                       | 23                                       |
|                                          |                                          | 00                                       | 00                                       | 00                                       | 00                                       | 00                                       | 00                                       | 00                                       | 00                                       | 00                                       | 00                                       | 00                                       | 00                                       | 00                                       | 00                                       | 00                                       | 00                                       |                                          |                                          |                                          | 00                                       | 00                                       | 00                                       | 00                                       | 00                                       | 00                                       | 00                                       | 00                                       | 00                                       | 00                                       | 00                                       | 00                                       | 00                                       | 00                                       | 00                                       | 00                                       |                                          |

### 1 - 31 julio
| Lunes a viernes laborables               |                                          |                                          |                                          |                                          |                                          |                                          |                                          |                                          |                                          |                                          |                                          |                                          |                                          |                                          |                                          |                                          |                                          |                                          |                                          |                                          |                                          |                                          |                                          |                                          |                                          |                                          |                                          |                                          |                                          |                                          |                                          |                                          |                                          |                                          |                                          |                                          |                                          |
| Madrid (Legazpi) > Valdemoro (El Restón) | Madrid (Legazpi) > Valdemoro (El Restón) | Madrid (Legazpi) > Valdemoro (El Restón) | Madrid (Legazpi) > Valdemoro (El Restón) | Madrid (Legazpi) > Valdemoro (El Restón) | Madrid (Legazpi) > Valdemoro (El Restón) | Madrid (Legazpi) > Valdemoro (El Restón) | Madrid (Legazpi) > Valdemoro (El Restón) | Madrid (Legazpi) > Valdemoro (El Restón) | Madrid (Legazpi) > Valdemoro (El Restón) | Madrid (Legazpi) > Valdemoro (El Restón) | Madrid (Legazpi) > Valdemoro (El Restón) | Madrid (Legazpi) > Valdemoro (El Restón) | Madrid (Legazpi) > Valdemoro (El Restón) | Madrid (Legazpi) > Valdemoro (El Restón) | Madrid (Legazpi) > Valdemoro (El Restón) | Madrid (Legazpi) > Valdemoro (El Restón) | Madrid (Legazpi) > Valdemoro (El Restón) | Madrid (Legazpi) > Valdemoro (El Restón) | Valdemoro (El Restón) > Madrid (Legazpi) | Valdemoro (El Restón) > Madrid (Legazpi) | Valdemoro (El Restón) > Madrid (Legazpi) | Valdemoro (El Restón) > Madrid (Legazpi) | Valdemoro (El Restón) > Madrid (Legazpi) | Valdemoro (El Restón) > Madrid (Legazpi) | Valdemoro (El Restón) > Madrid (Legazpi) | Valdemoro (El Restón) > Madrid (Legazpi) | Valdemoro (El Restón) > Madrid (Legazpi) | Valdemoro (El Restón) > Madrid (Legazpi) | Valdemoro (El Restón) > Madrid (Legazpi) | Valdemoro (El Restón) > Madrid (Legazpi) | Valdemoro (El Restón) > Madrid (Legazpi) | Valdemoro (El Restón) > Madrid (Legazpi) | Valdemoro (El Restón) > Madrid (Legazpi) | Valdemoro (El Restón) > Madrid (Legazpi) | Valdemoro (El Restón) > Madrid (Legazpi) | Valdemoro (El Restón) > Madrid (Legazpi) | Valdemoro (El Restón) > Madrid (Legazpi) |
| 06                                       | 07                                       | 08                                       | 09                                       | 10                                       | 11                                       | 12                                       | 13                                       | 14                                       | 15                                       | 16                                       | 17                                       | 18                                       | 19                                       | 20                                       | 21                                       | 22                                       | 23                                       | 00                                       | 05                                       | 06                                       | 07                                       | 08                                       | 09                                       | 10                                       | 11                                       | 12                                       | 13                                       | 14                                       | 15                                       | 16                                       | 17                                       | 18                                       | 19                                       | 20                                       | 21                                       | 22                                       | 23                                       |
| 25                                       | 20 50                                    | 15 40                                    | 10 35                                    | 00 30                                    | 00 45                                    | 15 45                                    | 15 45                                    | 15 45                                    | 15 45                                    | 15 45                                    | 15 45                                    | 15 45                                    | 15 45                                    | 15 45                                    | 10 40                                    | 10 40                                    | 10 35                                    |                                          | 30 50                                    | 20 45                                    | 10 40                                    | 10 40                                    | 10 45                                    | 20 55                                    | 30                                       | 05 40                                    | 15 45                                    | 15 45                                    | 15 45                                    | 15 45                                    | 15 45                                    | 15 45                                    | 15 45                                    | 15 45                                    | 15 45                                    | 15 45                                    |                                          |
| Sábados laborables                       |                                          |                                          |                                          |                                          |                                          |                                          |                                          |                                          |                                          |                                          |                                          |                                          |                                          |                                          |                                          |                                          |                                          |                                          |                                          |                                          |                                          |                                          |                                          |                                          |                                          |                                          |                                          |                                          |                                          |                                          |                                          |                                          |                                          |                                          |                                          |                                          |                                          |
| Madrid (Legazpi) > Valdemoro (El Restón) | Madrid (Legazpi) > Valdemoro (El Restón) | Madrid (Legazpi) > Valdemoro (El Restón) | Madrid (Legazpi) > Valdemoro (El Restón) | Madrid (Legazpi) > Valdemoro (El Restón) | Madrid (Legazpi) > Valdemoro (El Restón) | Madrid (Legazpi) > Valdemoro (El Restón) | Madrid (Legazpi) > Valdemoro (El Restón) | Madrid (Legazpi) > Valdemoro (El Restón) | Madrid (Legazpi) > Valdemoro (El Restón) | Madrid (Legazpi) > Valdemoro (El Restón) | Madrid (Legazpi) > Valdemoro (El Restón) | Madrid (Legazpi) > Valdemoro (El Restón) | Madrid (Legazpi) > Valdemoro (El Restón) | Madrid (Legazpi) > Valdemoro (El Restón) | Madrid (Legazpi) > Valdemoro (El Restón) | Madrid (Legazpi) > Valdemoro (El Restón) | Madrid (Legazpi) > Valdemoro (El Restón) | Madrid (Legazpi) > Valdemoro (El Restón) | Valdemoro (El Restón) > Madrid (Legazpi) | Valdemoro (El Restón) > Madrid (Legazpi) | Valdemoro (El Restón) > Madrid (Legazpi) | Valdemoro (El Restón) > Madrid (Legazpi) | Valdemoro (El Restón) > Madrid (Legazpi) | Valdemoro (El Restón) > Madrid (Legazpi) | Valdemoro (El Restón) > Madrid (Legazpi) | Valdemoro (El Restón) > Madrid (Legazpi) | Valdemoro (El Restón) > Madrid (Legazpi) | Valdemoro (El Restón) > Madrid (Legazpi) | Valdemoro (El Restón) > Madrid (Legazpi) | Valdemoro (El Restón) > Madrid (Legazpi) | Valdemoro (El Restón) > Madrid (Legazpi) | Valdemoro (El Restón) > Madrid (Legazpi) | Valdemoro (El Restón) > Madrid (Legazpi) | Valdemoro (El Restón) > Madrid (Legazpi) | Valdemoro (El Restón) > Madrid (Legazpi) | Valdemoro (El Restón) > Madrid (Legazpi) | Valdemoro (El Restón) > Madrid (Legazpi) |
| 06                                       | 07                                       | 08                                       | 09                                       | 10                                       | 11                                       | 12                                       | 13                                       | 14                                       | 15                                       | 16                                       | 17                                       | 18                                       | 19                                       | 20                                       | 21                                       | 22                                       | 23                                       | 00                                       | 05                                       | 06                                       | 07                                       | 08                                       | 09                                       | 10                                       | 11                                       | 12                                       | 13                                       | 14                                       | 15                                       | 16                                       | 17                                       | 18                                       | 19                                       | 20                                       | 21                                       | 22                                       | 23                                       |
|                                          | 00                                       | 00                                       | 00                                       | 00                                       | 00                                       | 00                                       | 00                                       | 00                                       | 00                                       | 00                                       | 00                                       | 00                                       | 00                                       | 00                                       | 00                                       | 00                                       | 00                                       |                                          |                                          | 00                                       | 00                                       | 00                                       | 00                                       | 00                                       | 00                                       | 00                                       | 00                                       | 00                                       | 00                                       | 00                                       | 00                                       | 00                                       | 00                                       | 00                                       | 00                                       | 00                                       |                                          |
| Domingos y festivos                      |                                          |                                          |                                          |                                          |                                          |                                          |                                          |                                          |                                          |                                          |                                          |                                          |                                          |                                          |                                          |                                          |                                          |                                          |                                          |                                          |                                          |                                          |                                          |                                          |                                          |                                          |                                          |                                          |                                          |                                          |                                          |                                          |                                          |                                          |                                          |                                          |                                          |
| Madrid (Legazpi) > Valdemoro (El Restón) | Madrid (Legazpi) > Valdemoro (El Restón) | Madrid (Legazpi) > Valdemoro (El Restón) | Madrid (Legazpi) > Valdemoro (El Restón) | Madrid (Legazpi) > Valdemoro (El Restón) | Madrid (Legazpi) > Valdemoro (El Restón) | Madrid (Legazpi) > Valdemoro (El Restón) | Madrid (Legazpi) > Valdemoro (El Restón) | Madrid (Legazpi) > Valdemoro (El Restón) | Madrid (Legazpi) > Valdemoro (El Restón) | Madrid (Legazpi) > Valdemoro (El Restón) | Madrid (Legazpi) > Valdemoro (El Restón) | Madrid (Legazpi) > Valdemoro (El Restón) | Madrid (Legazpi) > Valdemoro (El Restón) | Madrid (Legazpi) > Valdemoro (El Restón) | Madrid (Legazpi) > Valdemoro (El Restón) | Madrid (Legazpi) > Valdemoro (El Restón) | Madrid (Legazpi) > Valdemoro (El Restón) | Madrid (Legazpi) > Valdemoro (El Restón) | Valdemoro (El Restón) > Madrid (Legazpi) | Valdemoro (El Restón) > Madrid (Legazpi) | Valdemoro (El Restón) > Madrid (Legazpi) | Valdemoro (El Restón) > Madrid (Legazpi) | Valdemoro (El Restón) > Madrid (Legazpi) | Valdemoro (El Restón) > Madrid (Legazpi) | Valdemoro (El Restón) > Madrid (Legazpi) | Valdemoro (El Restón) > Madrid (Legazpi) | Valdemoro (El Restón) > Madrid (Legazpi) | Valdemoro (El Restón) > Madrid (Legazpi) | Valdemoro (El Restón) > Madrid (Legazpi) | Valdemoro (El Restón) > Madrid (Legazpi) | Valdemoro (El Restón) > Madrid (Legazpi) | Valdemoro (El Restón) > Madrid (Legazpi) | Valdemoro (El Restón) > Madrid (Legazpi) | Valdemoro (El Restón) > Madrid (Legazpi) | Valdemoro (El Restón) > Madrid (Legazpi) | Valdemoro (El Restón) > Madrid (Legazpi) | Valdemoro (El Restón) > Madrid (Legazpi) |
| 06                                       | 07                                       | 08                                       | 09                                       | 10                                       | 11                                       | 12                                       | 13                                       | 14                                       | 15                                       | 16                                       | 17                                       | 18                                       | 19                                       | 20                                       | 21                                       | 22                                       | 23                                       | 00                                       | 05                                       | 06                                       | 07                                       | 08                                       | 09                                       | 10                                       | 11                                       | 12                                       | 13                                       | 14                                       | 15                                       | 16                                       | 17                                       | 18                                       | 19                                       | 20                                       | 21                                       | 22                                       | 23                                       |
|                                          |                                          | 30                                       |                                          | 30                                       |                                          | 30                                       |                                          | 30                                       |                                          | 30                                       |                                          | 30                                       |                                          | 30                                       |                                          | 30                                       |                                          | 30                                       |                                          |                                          | 30                                       |                                          | 30                                       |                                          | 30                                       |                                          | 30                                       |                                          | 30                                       |                                          | 30                                       |                                          | 30                                       |                                          | 30                                       |                                          | 30                                       |

### 1 - 31 agosto
| Lunes a viernes laborables               |                                          |                                          |                                          |                                          |                                          |                                          |                                          |                                          |                                          |                                          |                                          |                                          |                                          |                                          |                                          |                                          |                                          |                                          |                                          |                                          |                                          |                                          |                                          |                                          |                                          |                                          |                                          |                                          |                                          |                                          |                                          |                                          |                                          |                                          |                                          |                                          |                                          |
| Madrid (Legazpi) > Valdemoro (El Restón) | Madrid (Legazpi) > Valdemoro (El Restón) | Madrid (Legazpi) > Valdemoro (El Restón) | Madrid (Legazpi) > Valdemoro (El Restón) | Madrid (Legazpi) > Valdemoro (El Restón) | Madrid (Legazpi) > Valdemoro (El Restón) | Madrid (Legazpi) > Valdemoro (El Restón) | Madrid (Legazpi) > Valdemoro (El Restón) | Madrid (Legazpi) > Valdemoro (El Restón) | Madrid (Legazpi) > Valdemoro (El Restón) | Madrid (Legazpi) > Valdemoro (El Restón) | Madrid (Legazpi) > Valdemoro (El Restón) | Madrid (Legazpi) > Valdemoro (El Restón) | Madrid (Legazpi) > Valdemoro (El Restón) | Madrid (Legazpi) > Valdemoro (El Restón) | Madrid (Legazpi) > Valdemoro (El Restón) | Madrid (Legazpi) > Valdemoro (El Restón) | Madrid (Legazpi) > Valdemoro (El Restón) | Madrid (Legazpi) > Valdemoro (El Restón) | Valdemoro (El Restón) > Madrid (Legazpi) | Valdemoro (El Restón) > Madrid (Legazpi) | Valdemoro (El Restón) > Madrid (Legazpi) | Valdemoro (El Restón) > Madrid (Legazpi) | Valdemoro (El Restón) > Madrid (Legazpi) | Valdemoro (El Restón) > Madrid (Legazpi) | Valdemoro (El Restón) > Madrid (Legazpi) | Valdemoro (El Restón) > Madrid (Legazpi) | Valdemoro (El Restón) > Madrid (Legazpi) | Valdemoro (El Restón) > Madrid (Legazpi) | Valdemoro (El Restón) > Madrid (Legazpi) | Valdemoro (El Restón) > Madrid (Legazpi) | Valdemoro (El Restón) > Madrid (Legazpi) | Valdemoro (El Restón) > Madrid (Legazpi) | Valdemoro (El Restón) > Madrid (Legazpi) | Valdemoro (El Restón) > Madrid (Legazpi) | Valdemoro (El Restón) > Madrid (Legazpi) | Valdemoro (El Restón) > Madrid (Legazpi) | Valdemoro (El Restón) > Madrid (Legazpi) |
| 06                                       | 07                                       | 08                                       | 09                                       | 10                                       | 11                                       | 12                                       | 13                                       | 14                                       | 15                                       | 16                                       | 17                                       | 18                                       | 19                                       | 20                                       | 21                                       | 22                                       | 23                                       | 00                                       | 05                                       | 06                                       | 07                                       | 08                                       | 09                                       | 10                                       | 11                                       | 12                                       | 13                                       | 14                                       | 15                                       | 16                                       | 17                                       | 18                                       | 19                                       | 20                                       | 21                                       | 22                                       | 23                                       |
| 30                                       | 10 40                                    | 20 50                                    | 20 50                                    | 40                                       | 30                                       | 20                                       | 10                                       | 00 50                                    | 50                                       | 40                                       | 30                                       | 20                                       | 10                                       | 00 50                                    | 40                                       | 30                                       | 20                                       | 10                                       | 50                                       | 20 50                                    | 30                                       | 00 30                                    | 00 50                                    | 40                                       | 30                                       | 20                                       | 10                                       | 00                                       | 00 50                                    | 40                                       | 30                                       | 20                                       | 10                                       | 00 50                                    | 40                                       | 30                                       | 20                                       |
| Sábados laborables                       |                                          |                                          |                                          |                                          |                                          |                                          |                                          |                                          |                                          |                                          |                                          |                                          |                                          |                                          |                                          |                                          |                                          |                                          |                                          |                                          |                                          |                                          |                                          |                                          |                                          |                                          |                                          |                                          |                                          |                                          |                                          |                                          |                                          |                                          |                                          |                                          |                                          |
| Madrid (Legazpi) > Valdemoro (El Restón) | Madrid (Legazpi) > Valdemoro (El Restón) | Madrid (Legazpi) > Valdemoro (El Restón) | Madrid (Legazpi) > Valdemoro (El Restón) | Madrid (Legazpi) > Valdemoro (El Restón) | Madrid (Legazpi) > Valdemoro (El Restón) | Madrid (Legazpi) > Valdemoro (El Restón) | Madrid (Legazpi) > Valdemoro (El Restón) | Madrid (Legazpi) > Valdemoro (El Restón) | Madrid (Legazpi) > Valdemoro (El Restón) | Madrid (Legazpi) > Valdemoro (El Restón) | Madrid (Legazpi) > Valdemoro (El Restón) | Madrid (Legazpi) > Valdemoro (El Restón) | Madrid (Legazpi) > Valdemoro (El Restón) | Madrid (Legazpi) > Valdemoro (El Restón) | Madrid (Legazpi) > Valdemoro (El Restón) | Madrid (Legazpi) > Valdemoro (El Restón) | Madrid (Legazpi) > Valdemoro (El Restón) | Madrid (Legazpi) > Valdemoro (El Restón) | Valdemoro (El Restón) > Madrid (Legazpi) | Valdemoro (El Restón) > Madrid (Legazpi) | Valdemoro (El Restón) > Madrid (Legazpi) | Valdemoro (El Restón) > Madrid (Legazpi) | Valdemoro (El Restón) > Madrid (Legazpi) | Valdemoro (El Restón) > Madrid (Legazpi) | Valdemoro (El Restón) > Madrid (Legazpi) | Valdemoro (El Restón) > Madrid (Legazpi) | Valdemoro (El Restón) > Madrid (Legazpi) | Valdemoro (El Restón) > Madrid (Legazpi) | Valdemoro (El Restón) > Madrid (Legazpi) | Valdemoro (El Restón) > Madrid (Legazpi) | Valdemoro (El Restón) > Madrid (Legazpi) | Valdemoro (El Restón) > Madrid (Legazpi) | Valdemoro (El Restón) > Madrid (Legazpi) | Valdemoro (El Restón) > Madrid (Legazpi) | Valdemoro (El Restón) > Madrid (Legazpi) | Valdemoro (El Restón) > Madrid (Legazpi) | Valdemoro (El Restón) > Madrid (Legazpi) |
| 06                                       | 07                                       | 08                                       | 09                                       | 10                                       | 11                                       | 12                                       | 13                                       | 14                                       | 15                                       | 16                                       | 17                                       | 18                                       | 19                                       | 20                                       | 21                                       | 22                                       | 23                                       | 00                                       | 05                                       | 06                                       | 07                                       | 08                                       | 09                                       | 10                                       | 11                                       | 12                                       | 13                                       | 14                                       | 15                                       | 16                                       | 17                                       | 18                                       | 19                                       | 20                                       | 21                                       | 22                                       | 23                                       |
|                                          | 00                                       | 00                                       | 00                                       | 00                                       | 00                                       | 00                                       | 00                                       | 00                                       | 00                                       | 00                                       | 00                                       | 00                                       | 00                                       | 00                                       | 00                                       | 00                                       | 00                                       |                                          |                                          | 00                                       | 00                                       | 00                                       | 00                                       | 00                                       | 00                                       | 00                                       | 00                                       | 00                                       | 00                                       | 00                                       | 00                                       | 00                                       | 00                                       | 00                                       | 00                                       | 00                                       |                                          |
| Domingos y festivos                      |                                          |                                          |                                          |                                          |                                          |                                          |                                          |                                          |                                          |                                          |                                          |                                          |                                          |                                          |                                          |                                          |                                          |                                          |                                          |                                          |                                          |                                          |                                          |                                          |                                          |                                          |                                          |                                          |                                          |                                          |                                          |                                          |                                          |                                          |                                          |                                          |                                          |
| Madrid (Legazpi) > Valdemoro (El Restón) | Madrid (Legazpi) > Valdemoro (El Restón) | Madrid (Legazpi) > Valdemoro (El Restón) | Madrid (Legazpi) > Valdemoro (El Restón) | Madrid (Legazpi) > Valdemoro (El Restón) | Madrid (Legazpi) > Valdemoro (El Restón) | Madrid (Legazpi) > Valdemoro (El Restón) | Madrid (Legazpi) > Valdemoro (El Restón) | Madrid (Legazpi) > Valdemoro (El Restón) | Madrid (Legazpi) > Valdemoro (El Restón) | Madrid (Legazpi) > Valdemoro (El Restón) | Madrid (Legazpi) > Valdemoro (El Restón) | Madrid (Legazpi) > Valdemoro (El Restón) | Madrid (Legazpi) > Valdemoro (El Restón) | Madrid (Legazpi) > Valdemoro (El Restón) | Madrid (Legazpi) > Valdemoro (El Restón) | Madrid (Legazpi) > Valdemoro (El Restón) | Madrid (Legazpi) > Valdemoro (El Restón) | Madrid (Legazpi) > Valdemoro (El Restón) | Valdemoro (El Restón) > Madrid (Legazpi) | Valdemoro (El Restón) > Madrid (Legazpi) | Valdemoro (El Restón) > Madrid (Legazpi) | Valdemoro (El Restón) > Madrid (Legazpi) | Valdemoro (El Restón) > Madrid (Legazpi) | Valdemoro (El Restón) > Madrid (Legazpi) | Valdemoro (El Restón) > Madrid (Legazpi) | Valdemoro (El Restón) > Madrid (Legazpi) | Valdemoro (El Restón) > Madrid (Legazpi) | Valdemoro (El Restón) > Madrid (Legazpi) | Valdemoro (El Restón) > Madrid (Legazpi) | Valdemoro (El Restón) > Madrid (Legazpi) | Valdemoro (El Restón) > Madrid (Legazpi) | Valdemoro (El Restón) > Madrid (Legazpi) | Valdemoro (El Restón) > Madrid (Legazpi) | Valdemoro (El Restón) > Madrid (Legazpi) | Valdemoro (El Restón) > Madrid (Legazpi) | Valdemoro (El Restón) > Madrid (Legazpi) | Valdemoro (El Restón) > Madrid (Legazpi) |
| 06                                       | 07                                       | 08                                       | 09                                       | 10                                       | 11                                       | 12                                       | 13                                       | 14                                       | 15                                       | 16                                       | 17                                       | 18                                       | 19                                       | 20                                       | 21                                       | 22                                       | 23                                       | 00                                       | 05                                       | 06                                       | 07                                       | 08                                       | 09                                       | 10                                       | 11                                       | 12                                       | 13                                       | 14                                       | 15                                       | 16                                       | 17                                       | 18                                       | 19                                       | 20                                       | 21                                       | 22                                       | 23                                       |
|                                          |                                          | 30                                       |                                          | 30                                       |                                          | 30                                       |                                          | 30                                       |                                          | 30                                       |                                          | 30                                       |                                          | 30                                       |                                          | 30                                       |                                          | 30                                       |                                          |                                          | 30                                       |                                          | 30                                       |                                          | 30                                       |                                          | 30                                       |                                          | 30                                       |                                          | 30                                       |                                          | 30                                       |                                          | 30                                       |                                          | 30                                       |

## Recorrido y paradas

### Sentido Valdemoro
| Código | Parada                                     | Común con                                                            | Conexiones con Metro   | Municipio | Zona |
| ------ | ------------------------------------------ | -------------------------------------------------------------------- | ---------------------- | --------- | ---- |
| 16736  | P.º de La Chopera - Legazpi                | 421 422 426 429 VAC-231                                              | Legazpi                | Madrid    |      |
| 5718   | Glorieta de Cádiz                          | 411 421 422 426 447 448 18 22 59 76 79 85 86                         | Almendrales            | Madrid    |      |
| 1132   | Hospital 12 de Octubre                     | 411 421 422 423 426 429 447 448 18 22 59 76 79 85 86 VAC-158 VAC-231 | Hospital 12 de Octubre | Madrid    |      |
| 1135   | San Fermín-Orcasur                         | 411 421 422 447 448 18 22 59 79 85 86                                | San Fermín-Orcasur     | Madrid    |      |
| 1172   | Avenida de Andalucía-Centro Comercial      | 411 421 422 426 447 448 22 59 79 85                                  | Ciudad de los Ángeles  | Madrid    |      |
| 16729  | Av. Andalucía - Villaverde Bajo Cruce      | 421 422 423 426 429 447 VAC-158 VAC-231                              | Villaverde Bajo Cruce  | Madrid    |      |
| 08195  | Ctra. A-4 - Área Empresarial Andalucía     | 422                                                                  |                        | Pinto     |      |
| 07989  | Av. Andalucía - Pol. Ind. Alvena           | 422 428                                                              |                        | Valdemoro |      |
| 20174  | Av. Andalucía - Federico Marín             | 423 426 2 5 6 VAC-231                                                |                        | Valdemoro |      |
| 15938  | Av. Europa - Benelux                       | 5 6                                                                  |                        | Valdemoro |      |
| 15936  | Av. Europa - Eslovaquia                    | 5 6                                                                  |                        | Valdemoro |      |
| 15934  | Chequia - Portugal                         | 5 6                                                                  |                        | Valdemoro |      |
| 15932  | C.º Salinas - Parque Enrique Tierno Galván | 5 6                                                                  |                        | Valdemoro |      |
| 11986  | Av. Mar Mediterráneo - Centro Comercial    | 2                                                                    |                        | Valdemoro |      |
| 11988  | Av. Mar Mediterráneo - Cibeles             | 2                                                                    |                        | Valdemoro |      |
| 11990  | Av. Mar Mediterráneo - Venus               | 2 3                                                                  |                        | Valdemoro |      |
| 11992  | Av. Mar Mediterráneo - Minerva             | 2 3                                                                  |                        | Valdemoro |      |
| 15844  | Gta. Sirenas - Av. Mar Mediterráneo        | 425 466 2 3 7                                                        |                        | Valdemoro |      |
| 21342  | Av. Mar Mediterráneo - Gta. Amazonas       | 3 7                                                                  |                        | Valdemoro |      |

### Sentido Madrid
| Código | Parada                                          | Común con                                                            | Conexiones con Metro   | Municipio | Zona |
| ------ | ----------------------------------------------- | -------------------------------------------------------------------- | ---------------------- | --------- | ---- |
| 21341  | Av. Mar Mediterráneo - Gta. Amazonas            | 3 5 6 7                                                              |                        | Valdemoro |      |
| 17207  | Gta. Sirenas - Mar Adriático                    | 425 3 5 6 7                                                          |                        | Valdemoro |      |
| 11993  | Av. Mar Adriático - Colegio                     | 2 5 6                                                                |                        | Valdemoro |      |
| 15375  | Gta. Pozo San Pedro - P.º Juncarejo             | 2 5 6                                                                |                        | Valdemoro |      |
| 11994  | Apolo - Júpiter                                 | 2                                                                    |                        | Valdemoro |      |
| 11991  | Av. Mar Mediterráneo - Afrodita                 | 2 3                                                                  |                        | Valdemoro |      |
| 11989  | Av. Mar Mediterráneo - Olimpo                   | 2                                                                    |                        | Valdemoro |      |
| 11987  | Av. Mar Mediterráneo - Centro Comercial         | 2                                                                    |                        | Valdemoro |      |
| 15931  | Salinas - P.º del Juncarejo                     | 5 6                                                                  |                        | Valdemoro |      |
| 15933  | Chequia - Portugal                              | 5 6                                                                  |                        | Valdemoro |      |
| 15935  | Av. Europa - Eslovaquia                         | 5 6                                                                  |                        | Valdemoro |      |
| 15937  | Av. Europa - Benelux                            | 5 6                                                                  |                        | Valdemoro |      |
| 07992  | Av. Andalucía - Residencia                      | 422 428 4                                                            |                        | Valdemoro |      |
| 07990  | Av. Andalucía - Pol. Ind. Albresa               | 422 428 4                                                            |                        | Valdemoro |      |
| 10878  | Ctra. A-4 - Centro de Almacenaje y Distribución | 422 428                                                              |                        | Pinto     |      |
| 08196  | Ctra. A-4 - Pol. Ind. Las Arenas                | 422                                                                  |                        | Pinto     |      |
| 16730  | Av. Andalucía - Villaverde Bajo Cruce           | 421 422 423 426 429 447 VAC-158 VAC-231                              | Villaverde Bajo Cruce  | Madrid    |      |
| 1173   | Avenida de Andalucía-Centro Comercial           | 411 421 422 426 447 448 22 59 79 85                                  | Ciudad de los Ángeles  | Madrid    |      |
| 1136   | San Fermín-Orcasur                              | 411 421 422 447 448 18 22 59 79 85 86                                | San Fermín-Orcasur     | Madrid    |      |
| 5380   | Hospital 12 Octubre                             | 411 421 422 423 426 429 447 448 18 22 59 76 79 85 86 VAC-158 VAC-231 | Hospital 12 de Octubre | Madrid    |      |
| 5704   | Glorieta de Cádiz                               | 411 421 422 426 447 448 18 22 59 76 79 85 86                         | Almendrales            | Madrid    |      |
| 16736  | P.º de La Chopera - Legazpi                     | 421 422 426 429 VAC-231                                              | Legazpi                | Madrid    |      |